# Distretto di Soanierana Ivongo
Il distretto di Soanierana Ivongo è un distretto del Madagascar situato nella regione di Analanjirofo. Ha per capoluogo la città di Soanierana Ivongo.
La popolazione del distretto è di 128 915 abitanti (censimento 2011). 